# تجمع المدراء (العبر)
'

تعديل مصدري - تعديل

تجمع المدراء هي إحدى قرى عزلة العبر بمديرية العبر التابعة لمحافظة حضرموت، بلغ تعداد سكانها 47 نسمة حسب تعداد اليمن لعام 2004.